# Elsa Schiaparelli
Elsa Schiaparelli (Roma, 10 de setembro de 1890 – Paris, 13 de novembro de 1973) foi uma estilista italiana, famosa sobretudo nas décadas de 1920, 1930 e 1940 por suas criações inovadoras para o público feminino. 

## Biografia

### Juventude
Nascida no Palazzo Corsini em 1890, em Roma. Elsa era filha de um decano da Universidade de Roma. Era sobrinha do respeitado astrônomo Giovanni Schiaparelli e prima do egiptólogo Ernesto Schiaparelli.   
Aos 14 anos, publicou um livro de poesia erótica que chocou sua conservadora família. A Família Schiaparelli a enviou para um convento até que se declarou em greve de fome. Estudou Filosofia na Universidade de Roma.[carece de fontes?]
Casou-se aos 23 anos, em 1914. Com seu marido viveu em Nice, na França e em Nova York, nos Estados Unidos. Esse relacionamento resultou em uma filha em 1920, mas terminou em separação pouco depois.

### Primeiras criações e sucesso internacional
Em 1922, retornou para Paris, onde entrou em contato com entusiastas dos movimentos artísticos Dadaísmo e Surrealismo.  Essas amizades estimularam sua criatividade e encorajaram Schiaparelli a criar seu primeiro suéter esportivo, que recebeu reações positivas. Naquele momento, roupas esportivas voltadas para o guarda-roupa feminino representavam a imagem da mulher moderna e dinâmica, devido à simplicidade e praticidade dessas peças.
Neste ponto, Schiaparelli recebeu apoio financeiro de um conhecido para desenvolver sua primeira coleção, criada para o inverno de 1923-1924.
Schiaparelli ficou mais conhecida em 1927, quando criou um suéter esportivo em tricô preto, com o desenho de um laço branco na frente, conhecido como "bow-sweater". A loja novaiorquina Lord and Taylor Fifty Avenue encomendou 40 cópias da peça e a revista Vogue apresentou um croqui da mesma, colocando-a como destaque.
 

Em 1927, Schiaparelli abriu sua própria maison, chamada Pour le Sport (em português, Para o Esporte) e localizada na Rue de la Paix, número 4, em Paris, onde já estavam estabelecidas casas de importantes costureiros e joalheiros. Sua loja foi a primeira a ter acesso direto pela rua e a ter uma coleção prêt-à-porter pronta para venda, se diferenciando de outras que fabricavam roupas apenas sob medida.

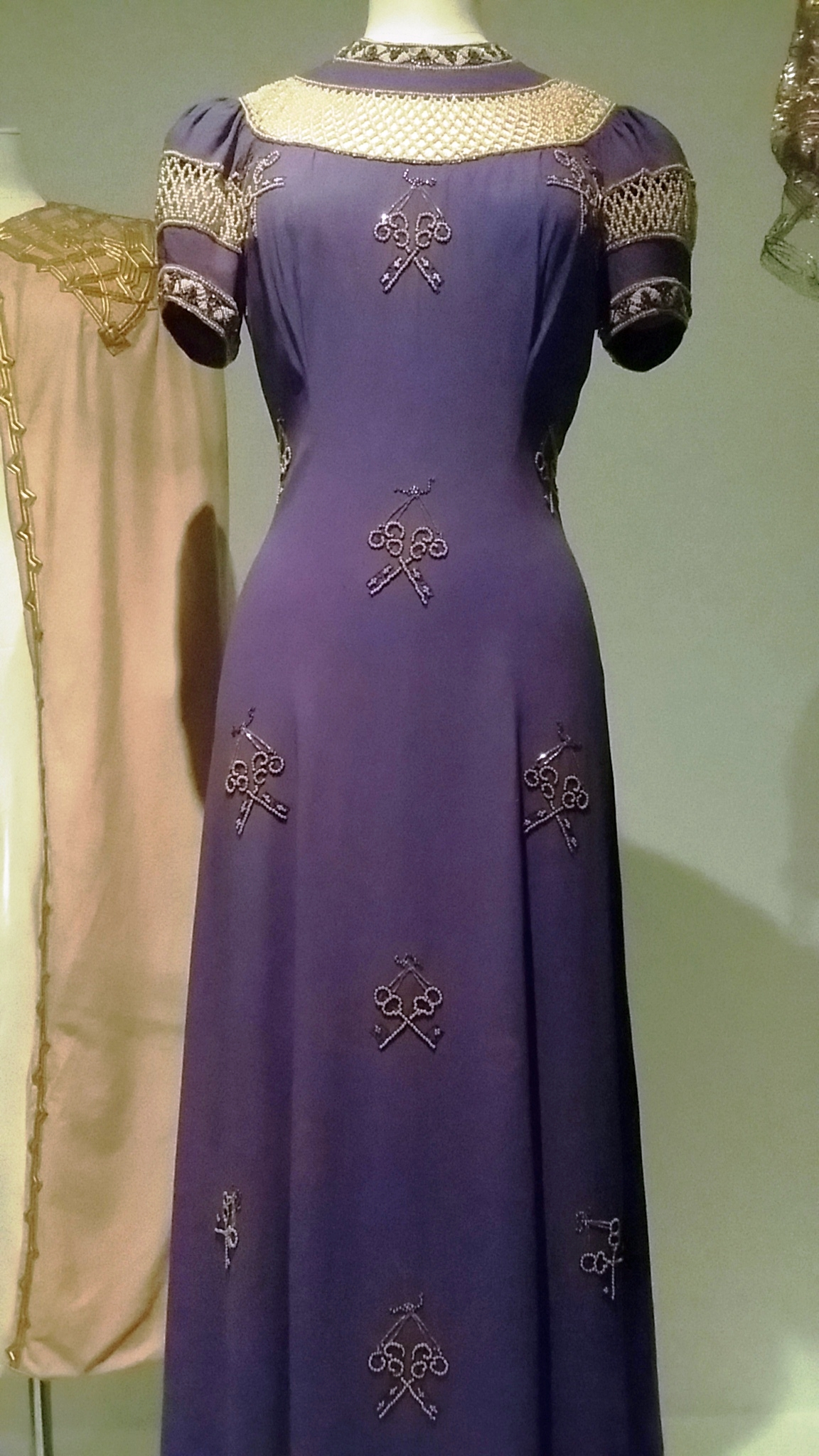
1939: vestido para noite bordado com um motivo de chaves. Criação de Elsa Schiaparelli.

Assim, sua fama se estendeu aos Estados Unidos. O jornal americano The Chicago Tribune publicou uma resenha sobre seu trabalho em janeiro de 1928:
"Uma nova especialista no campo da criação de roupas para mulheres é Schiaparelli. Madame Schiaparelli cria roupas esportivas, suéteres, roupas para dias chuvosos e roupas de banho, as quais estão criando uma grande quantidade de comentários e tendo muito sucesso entre as autoridades de  moda feminina (...).
E continua:
Schiaparelli é melhor conhecida por seus suéteres, que têm algo novo em sua linha.(...) Suéteres tricotados com motivos são originais e os motivos não são como aqueles vistos em outros lugares. Eles são únicos dessa casa. Suéteres pretos e suéteres coloridos com uma trama branca semi-visível são particularmente charmosos."
Em 1930, Schiaparelli também começou a criação de vestidos para o dia e vestidos formais para noite, em adição à linha esportiva. Como chamariz para o público que buscava opções mais sofisticadas e adaptadas ao contexto urbano, adicionou à placa os dizeres Pour la Ville - Pour le Soir, ou seja, Para a Cidade - Para a Noite.
Em 1935, sua maison mudou-se para a vizinha e não menos luxuosa Place Vendôme. 

### Legado
Elsa Schiaparelli contratou artistas plásticos e outros criadores famosos para criarem seus acessórios e tecidos, como por exemplo o grande pintor Salvador Dali e Jean Cocteau. Os movimentos artísticos do cubismo e do surrealismo tiveram influência sobre suas criações. Em 1933, introduziu a chamada manga pagode, influenciada pela moda egípcia, e os ombros largos que caracterizariam a moda até o chamado New Look.[carece de fontes?]
Elsa Schiaparelli lançou broches fosforescentes, botões semelhantes a pesos, cadeados nos casacos, o tingimento de peles. Desenvolveu tecidos com estampas de jornal com os quais fazia lenços e bordava em suas roupas signos do zodíaco. Criou o tom de rosa que passou a chamar “rosa choque”.[carece de fontes?]
Ao realizar a fusão de arte com moda, Elza Schiaparelli ofereceu as mulheres uma nova opção de vestir. Durante a Segunda Guerra Mundial proferiu palestras nos Estados Unidos e em 1949 abriu uma loja filial em Nova York. Realizou seu último desfile em 1954, ano em que também publicou sua autobiografia Shocking Life.
Faleceu em 1973, aos 83 anos, em Paris.

## Perfumes

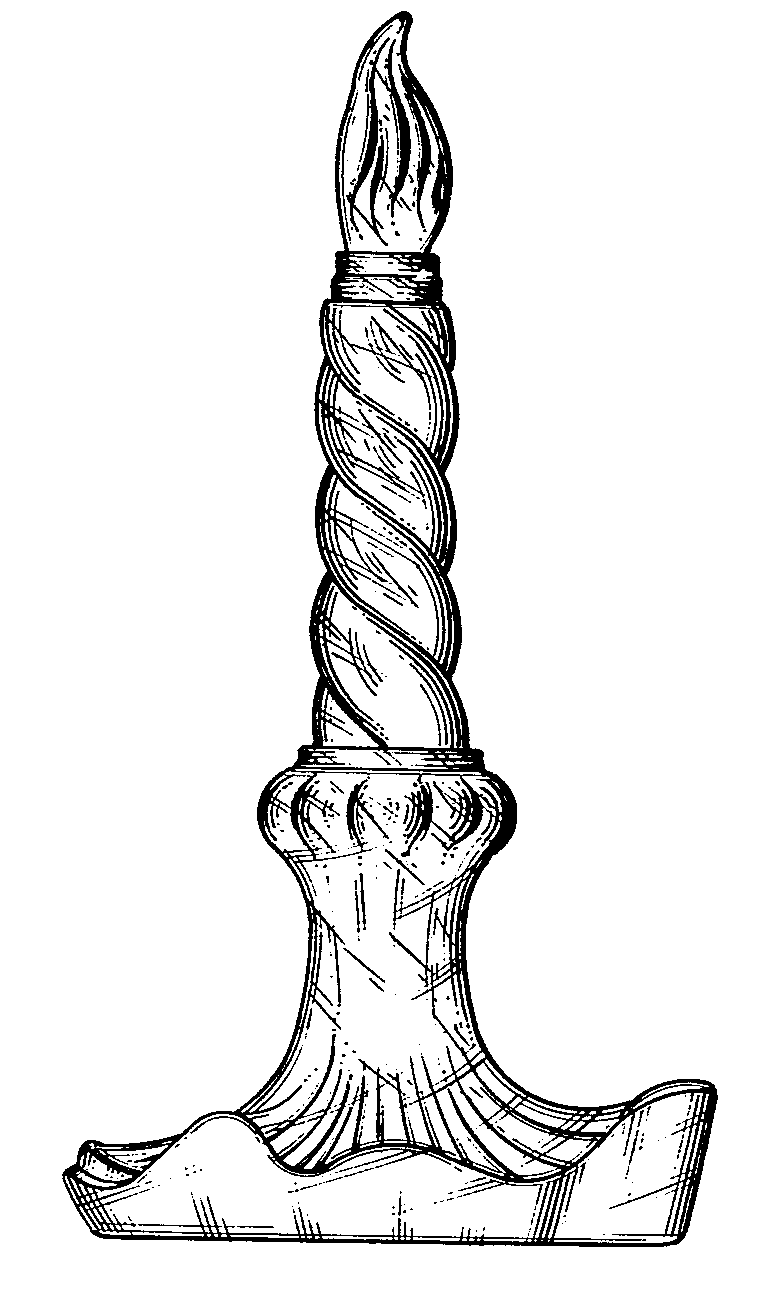
Frasco de perfume para dormir em forma de castiçal. Desenhado por Marcel Vertès (1939).

Os perfumes de Schiaparelli eram conhecidos por suas embalagens e frascos incomuns. Seu perfume mais conhecido foi "Shocking! " (1936), contido em um frasco esculpido por Leonor Fini no formato de um torso de mulher inspirado no manequim de alfaiate de Mae West e nas pinturas de Dalí de vendedores de flores.  A embalagem, também desenhado por Fini, estava em rosa chocante , uma das cores da assinatura da Schiaparelli, que foi dito ter sido inspirado por Daisy Fellowes' Tête de Belier (cabeça de carneiro) diamante rosa.
Outros perfumes incluídos:
- Salut (1934)
- Souci (1934)
- Schiap (1934)
- Sleeping (1938)
- Snuff (for men; 1939)
- Roi Soleil (1946)
- Zut! (1948)